# Diego Gaúcho
Diego Goldim, meglio noto come Diego Gaúcho (Porto Alegre, 15 novembre 1981), è un ex calciatore brasiliano, di ruolo difensore.